# 蒙塔古鎮區 (新澤西州)
蒙塔古镇區（英語：Montague Township）是美国新泽西州的一个镇區，由苏塞克斯县管辖，总面积117平方千米。1798年2月21日，依据新泽西议会决议，包括蒙塔古镇區在内的首批104个镇區合并成立新泽西州。2000年美国人口普查显示全镇區人口为3,412人。镇區内有蘇塞克斯縣技術學校。

## 地理
該镇区西北面的高点峰海拔550米，是新泽西州的最高峰。据美国人口调查局的调查资料显示，蒙塔古镇总面积为45.3平方英里（117.4平方千米），其中陆地面积44平方英里（114平方千米），水域面积占总面积的2.93%，为1.3平方英里（3.4平方千米）。

## 人口与经济
| 调查年               | 人口  | 备注   | %±    |
| -------------------- | ----- | ------ | ----- |
| 1930                 | 581   |        | —     |
| 1940                 | 621   |        | 6.9%  |
| 1950                 | 602   |        | −3.1% |
| 1960                 | 879   |        | 46.0% |
| 1970                 | 1,131 |        | 28.7% |
| 1980                 | 2,066 |        | 82.7% |
| 1990                 | 2,832 |        | 37.1% |
| 2000                 | 3,412 |        | 20.5% |
| 2008年估计           | 3,906 | [ 18 ] |       |
| 1930 - 1990人口数据. |       |        |       |

2000年的人口普查数据显示，全镇共有1,286户，910个家庭，总人口3,412人。人口的种族构成中，95.25为白人，1.79%为非裔，0.18%为土著美洲人，0.67%为亚裔，1.08%为其他种族，另有1.03%的人口为混血人。蒙塔古镇區每户年均收入的中位数为45,368美元，每个家庭年均收入的中位数为50,833美元。全镇男性和女性人均年收入的中位数分别为39,569美元和25,221美元。

## 政治
蒙塔古镇區是新泽西州的第5个国会议员选区，也全州第24个州议员选区的一部分。
- 镇區首长：吉尔·巴巴格尔罗（Joe Barbagallo）
- 镇區副首长：查尔斯·特弗特（Charles Teufert）等。

## 相邻市镇
- 新泽西州
  - 西南：桑迪斯通镇區
  - 南：弗蘭克福鎮區 (新澤西州)
  - 东南：旺蒂奇鎮區 (新澤西州)
- 宾夕法尼亚州
  - 西北：韋斯特福爾鎮區（英语：Westfall Township, Pike County, Pennsylvania）
  - 西：丁曼鎮區（英语：Dingman Township, Pike County, Pennsylvania）
  - 西：米尔福德
- 纽约州
  - 东北：迪尔帕克
  - 东北：格林維爾

## 教育
- 蘇塞克斯縣技術學校（英语：Sussex County Technical School）